# Plaça de Sant Francesc (Lleida)
La Plaça de Sant Francesc és una plaça catalogada com a monument del municipi de Lleida i protegida com a bé cultural d'interès local.

## Descripció
Plaça mirador, que actua de comunicador entre dos ambients urbans, la Banqueta i el Carrer Major, que es troben a diferent nivell. Les escales emfatitzen el mirador sobre la Banqueta i el riu Segre. Els bancs i sòcol -sortits de terra- remarquen la plaça i són un motiu escultòric com els fanals. La plaça està envoltada d'edificis de prestància. Urinaris tancats al soterrani.

## Història
Al darrer terç del segle xix, la plaça es rebateja com la plaça de la Llibertat, i el Govern Civil cedeix part del seu solar per construir l'actual església de Sant Pere. En el primer terç del segle xx, s'amplia la Banqueta i es construeix la Casa Melcior de l'arquitecte Morera i Gatell.
Al llibre d'actes de l'ajuntament s'aprovà l'any 1925 la proposta de col·locar a la plaça uns bancs de pedra artificial que a tal efecte s'havien construït. Això fa pensar que l'actual configuració és posterior a aquella ordenació del 1925, tal vegada realitzada poc abans de la doble balustrada d'accés al soterrani dels urinaris, perruqueria, enllustradors, que s'encomanà als tècnics municipals més tard, l'any 1927. Cal pensar que devia estar fet per en Morera i Gatell, ja que llavors era arquitecte municipal, però no n'hi ha constància documental.